# Philametris aethalopa
Philametris aethalopa är en fjärilsart som beskrevs av Edward Meyrick 1924. Philametris aethalopa ingår i släktet Philametris och familjen praktmalar, Oecophoridae. Inga underarter finns listade i Catalogue of Life.